# ZDF
 (mai 2018).
Si vous disposez d'ouvrages ou d'articles de référence ou si vous connaissez des sites web de qualité traitant du thème abordé ici, merci de compléter l'article en donnant les références utiles à sa vérifiabilité et en les liant à la section « Notes et références ».
La ZDF (Zweites Deutsches Fernsehen ; « deuxième télévision allemande » en allemand) est la deuxième chaîne de télévision généraliste publique fédérale allemande.

## Histoire de la chaîne

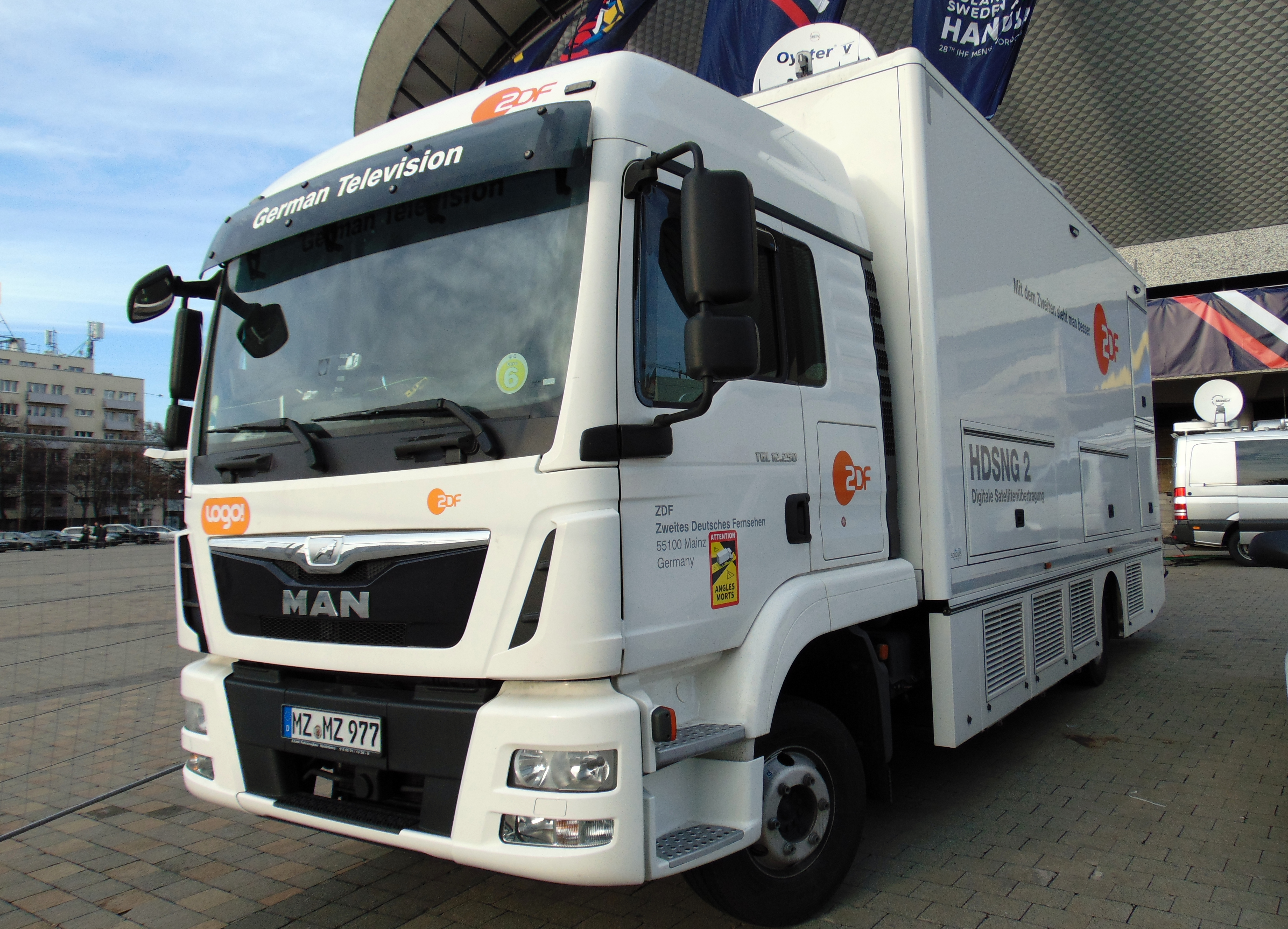
Le camion de transmission de la télévision allemande ZDF (Zweites Deutsches Fernsehen).

### Deutschland-Fernsehen GmbH
Konrad Adenauer, chancelier de l'Allemagne de l'Ouest, et son cabinet souhaitaient établir un deuxième programme de télévision diffusé au niveau fédéral et relevant du gouvernement fédéral. Il devait s'agir d'une société de télévision privée. Toutefois, ce projet portait atteinte à la souveraineté culturelle des Länder (incluant la télévision), de sorte que ceux-ci pouvaient l'anéantir en déposant une plainte devant le tribunal constitutionnel fédéral. Le gouvernement fédéral prétextait que son autorité sur la poste fédérale allemande lui conférait le droit d'accorder des licences d'émission et donc, par extension, lui accordait une compétence générale en matière de radiodiffusion. Le gouvernement fédéral espérait pouvoir dissuader les Länders de porter plainte en leur accordant le 1er août 1960 une participation minoritaire dans ce deuxième programme de télévision baptisé Deutschland-Fernsehen GmbH et qui devait commencer à émettre au 1er janvier 1961.
Les Länder SPD de Hambourg, Brême, Basse-Saxe et de Hesse, arguant que le projet remettait en cause leur souveraineté culturelle, portèrent finalement plainte devant le tribunal constitutionnel fédéral entre le 19 août et le 19 septembre 1960. Le 28 février 1961, le jugement du tribunal constitutionnel fédéral de Karlsruhe déclarait que Deutschland-Fernsehen GmbH était inconstitutionnelle et confirmait également la compétence unique des Länders en matière de programme et d'organisation de la radiodiffusion, le gouvernement fédéral n'étant compétent que pour l'aspect technique. Cette séparation claire des compétences avait été posée en 1945.

### ARD 2
Conformément au jugement, Deutschland-Fernsehen GmbH, qui a coûté 63 000 DM, est dissoute et le projet est repris sur la base d'une télévision fédérale portée en commun par les différents Länder. Mais la Poste allemande avait déjà commencé la construction d'un deuxième réseau d'émetteurs à la norme UHF destiné à diffuser Deutschland-Fernsehen GmbH et des adaptateurs UHF, vendus environ 80 DM, avaient été prévus pour permettre aux récepteurs les plus anciens de capter le programme. Pour que les téléspectateurs puissent déjà s'approprier ce nouveau réseau d'émetteurs UHF, on autorise donc l'ARD à y diffuser provisoirement tous les jours de 20 heures à 22 heures un deuxième programme baptisé ARD 2. Les émissions commencent le 1er mai 1961 dans la zone de diffusion de la Hessischer Rundfunk et un mois plus tard au niveau fédéral. L'autorisation de diffusion est accordée jusqu'au 30 juin 1962 puis prolongée jusqu'au 31 mars 1963.

### ZDF
Le traité sur « l'établissement de l'institut de droit public de la deuxième chaîne de télévision allemande (ZDF) » est signé le 6 juin 1961 par les présidents du Conseil des Länder à Stuttgart et entre en vigueur le 1er décembre de la même année. Le début des émissions est prévu pour le 1er juillet 1962 mais cette date sera finalement reportée au 1er avril 1963.
La planification des émetteurs du nouveau programme intègre la volonté d'une réception optimale dans autant de parties que possible de la RDA. La première diffusion expérimentale de la ZDF a lieu dans la nuit du 19 au 20 mars 1963 sur l'émetteur du Feldberg, le deuxième essai expérimental dans la nuit du 26 au 27 mars sur tous les émetteurs de la chaîne. À cet instant 61 % des téléspectateurs peuvent être atteints puis environ 80 % à partir du 25 août 1967..
La première émission expérimentale en couleurs sur la ZDF (comme sur l'ARD) a eue lieu le 3 juillet 1967 et les émissions régulières en couleurs ont commencées le 25 août 1967.
Le 13 juillet 1984, les trois groupes de télévision publique germanophones, l'allemand ZDF, l'autrichien ORF et le suisse SRG, concluent un contrat sur un programme commun de télévision par satellite à titre d'essai pour l'aire linguistique allemande commune aux trois pays : 3sat est née.
La chaîne lance le 2 octobre 1989 le ZDF-Mittagsmagazin, magazine d'information et de services, diffusé quotidiennement à 13 heures.
Le 28 juin 1989 à Bonn, les présidents du Conseil des Länder décident de la promotion et de la planification d'un canal culturel de télévision franco-allemand. Le 30 avril 1991 à Strasbourg, Dieter Stolte (pour la ZDF) et Jérôme Clément (pour La Sept) signent le traité de fondation du canal culturel de télévision européen, ARTE, qui commence à émettre des deux côtés du Rhin en mai 1992.
En 1994, la ZDF diffuse ses premiers programmes en Dolby Surround au travers de l'émission phare de la chaîne, Wetten, dass..?. Une nouvelle grille de programmes visant à « améliorer la compétitivité de la chaîne le matin, l'après-midi et le soir… » est mise en place en 1998.

## Identité visuelle
Le 2 juin 2001, la chaîne s'offre un nouvel habillage d'antenne plus jeune à dominante orange avec un nouveau logo dans lequel la lettre Z du précédent logo « ZDF » est graphiquement retouchée pour s'assimiler au chiffre 2. Le nouveau sigle peut se lire « 2DF ».

### Logos

Logo de ZDF du 1er avril 1963 au 31 décembre 1969.
Logo de ZDF du 1er janvier 1970 à 1987.
Logo de ZDF de 1987 au 1er janvier 1992.
Logo de ZDF du 1er janvier 1992 au 1er juin 2001.
Logo de ZDF depuis le 2 juin 2001.
Logo de ZDF HD depuis le 15 août 2009.

## Organisation

### Dirigeants
La ZDF est conduite par un directeur qui est choisi par le conseil de télévision.
Directeurs généraux :
- Karl Holzamer : 1963-1977
- Karl-Günther von Hase : 1977-1982
- Dieter Stolte : 1982-2002
- Markus Schächter : 2002-2012
- Thomas Bellut : 2012-2022
- Norbert Himmler : depuis 2022

### Mission
Chaîne publique fédérale, elle est comparable (sur le plan des missions, des programmes et de l'organisation) en France à France 2.

### Sièges
Le siège de la ZDF est installé à Mayence.
Les premiers studios provisoires de la ZDF se trouvaient à Eschborn, la chaîne ayant récupéré les studios dévolus à Deutschland-Fernsehen GmbH, installés dans une ancienne exploitation agricole et quelques anciens bâtiments de camp de travail.

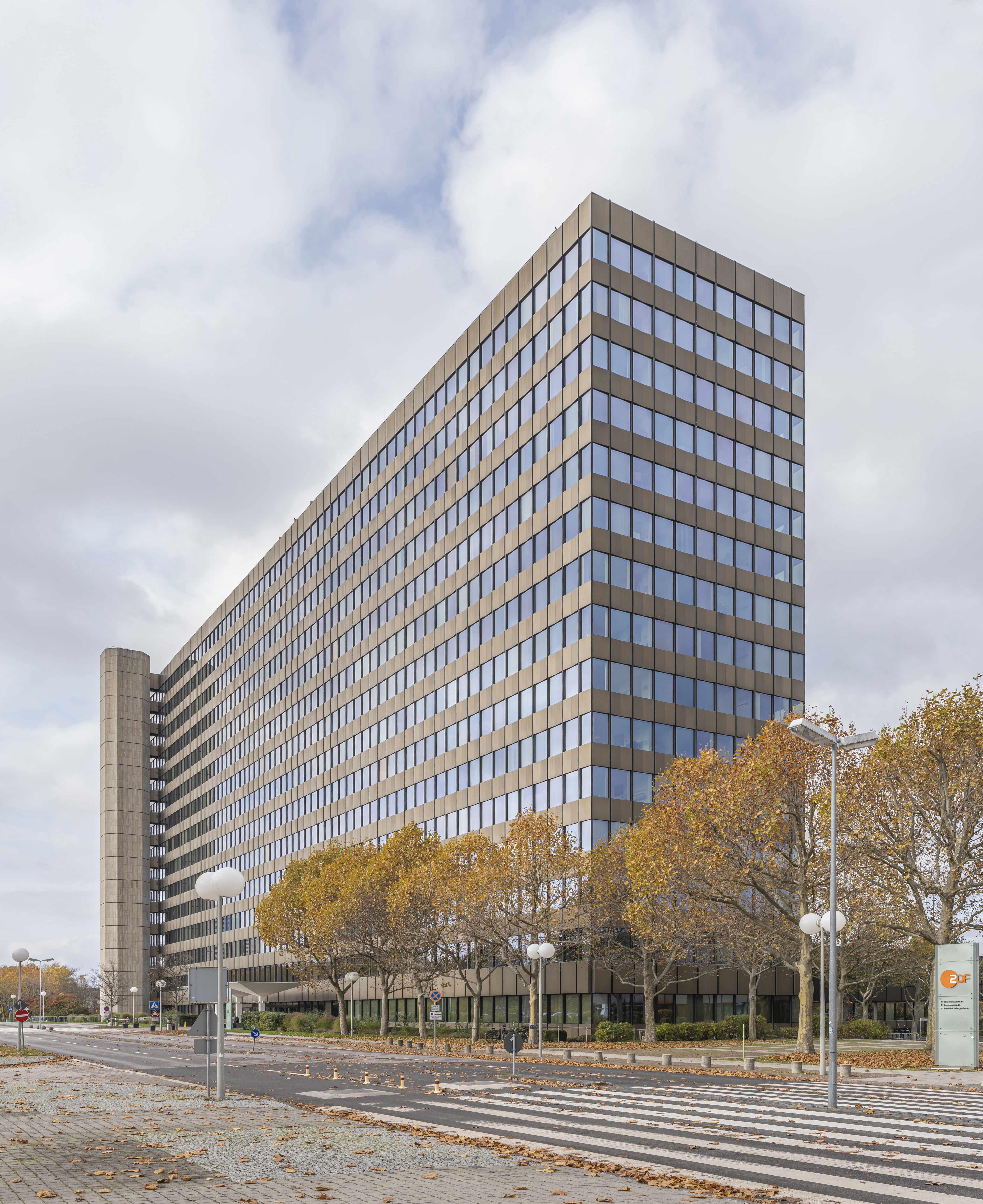
Gratte-ciel ZDF à Mayence
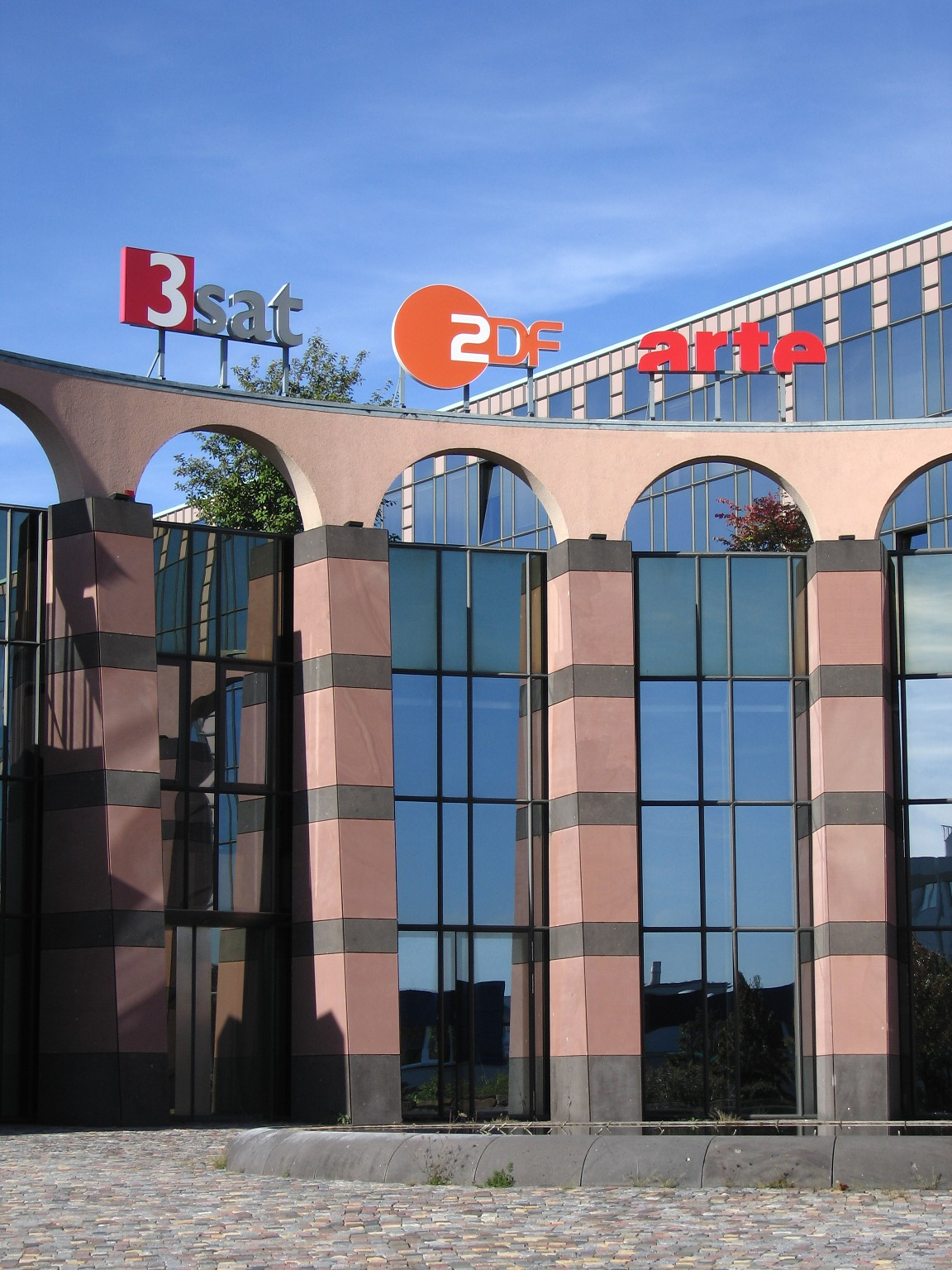
Centre d'émission 2 de la ZDF à Mayence, situé derrière le siège central
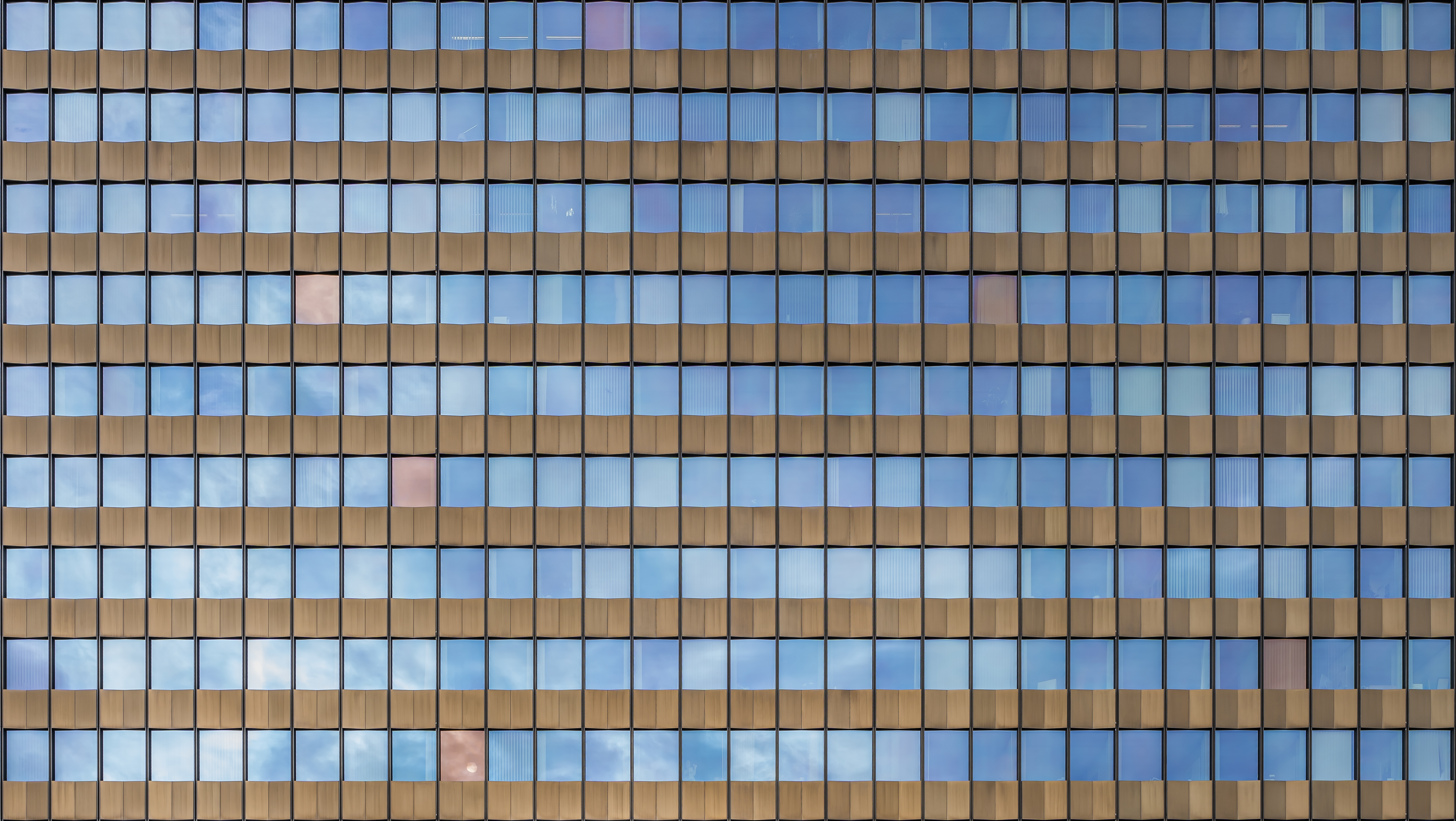
La façade du siège central de ZDF  dans le quartier Mainz-Lerchenberg à Mayence.

Le conseil d'administration trouvant un agrandissement d'Eschborn trop coûteux, un déménagement s'opéra vers un complexe provisoire à Wiesbaden le 1er avril 1964. Le 25 juin, la chaîne se porte acquéreur de terrains dans la banlieue de Mayence sur lesquels elle compte édifier son siège social ainsi que ses studios.
Le 26 mars 1974, le nouveau siège de la ZDF est inauguré à Mayence. La rédaction, les équipes de production et de la technique restent néanmoins dans le premier centre de Wiesbaden.
À la suite du déménagement de la capitale fédérale à Berlin, la ZDF ouvre un nouveau studio le 3 février 2000 au cœur de la capitale fédérale allemande, à proximité de la porte de Brandebourg.

### Filiales et partenariats
La ZDF opère un bouquet numérique ZDFvision diffusant trois chaînes outre son programme : 
- ZDFinfo, chaîne d'information et de services diffusant des flashs d'information et des rediffusions d'émissions et de reportages déjà diffusés sur ZDF et regroupés par thèmes (politique, économie, santé, sciences, culture, etc.) ;
- ZDFneo, chaîne pour jeunes adultes actifs ;
- ZDFkultur, chaîne de théâtre, de spectacle vivant et de fiction.

La ZDF est aussi partenaire avec d'autres télévisions des chaînes suivantes : 
- 3sat (en coopération avec l'ARD, l'ORF et la SRG) ;
- Phoenix (en coopération avec l'ARD) ;
- Arte (en coopération avec l'ARD et France Télévisions) ;
- KiKA (en coopération avec l'ARD) ;
- FUNK (en coopération avec l'ARD).

## Programmes

### Émissions
- Heute : journal télévisé d'une vingtaine de minutes diffusé à 19 heures. Il est constitué de reportages de 90 secondes environ, d'une séquence de brèves de type « tout en image » et le plus souvent d'une rubrique sport de deux à trois minutes diffusée à la fin et qui a son propre présentateur.
- ZDF-Mittagsmagazin : magazine d'information et de services diffusé quotidiennement à 13 heures.
- Heute-journal : magazine d'information quotidien de 30 minutes diffusé à 21h45 et comprenant environ cinq reportages approfondis d'au moins 3 minutes chacun sur les principaux sujets d'actualité du jour, une interview de quelques minutes en duplex d'une personnalité généralement politique et des brèves. Le présentateur principal, qui lance les reportages et mène l'interview, est accompagné d'un second présentateur qui est responsable des brèves regroupées dans une ou deux sessions.
- Wetten, dass..?
- ZDF-Fernsehgarten